# فرانسيس ميلتون ترولوب
فرانسيس ميلتون ترولوب (بالإنجليزية: Frances Milton Trollope)‏ (10 مارس 1780 في المملكة المتحدة - 6 أكتوبر 1863، فلورنسا في إيطاليا)؛ كاتِبة وروائية بريطانية.

## روابط خارجية
- فرانسيس ميلتون ترولوب على موقع ميوزك برينز (الإنجليزية)
- فرانسيس ميلتون ترولوب على موقع ديسكوغز (الإنجليزية)